# Juana González
Juana González Rodríguez (Puertollano, Ciudad Real 24 de mayo de 1972) es una pintora figurativa española cuyo lenguaje plástico onírico crea representaciones insólitas en sus composiciones con personajes a tamaño real.

## Trayectoria
Se traslada a Madrid para estudiar y licenciarse en la Facultad  Bellas Artes de la Universidad Complutense de Madrid en 2005, se instala en esta ciudad para desarrollar su carrera artística. 
Pintora figurativa en obras de gran formato, mezcla diferentes técnicas en sus obras, como la fotografía y acrílico sobre soporte de madera en algunos casos. Sus personajes son en muchos casos de tamaño natural, representados en situaciones oníricas, irreales, y sarcásticas frecuentemente, las modelos a las que fotografía como base para su trabajo proceden en su mayoría de mujeres mayores de Puertollano, su lugar de origen y estos personajes están representados en situaciones teatrales.
En la entrevista realizada por la revista de arte contemporáneo y humanidades "Elemmental " desgrana sus planteamientos a la hora de aproximarse a sus nuevas creaciones.
En 2018, la televisión española le dedica un reportaje en el programa La Aventura del Saber:
El proyecto “Conversaciones entre unos dibujos encerrados” establece diálogos entre sus personajes dibujados, a modo de pequeña obra de teatro, publicados en la Prensa digital ABC Cultural

## Exposiciones
Ha expuesto en la ciudad de Colonia en Alemania y Francia
 Seleccionada en la “Convocatoria para la cesión de espacios expositivos 2015" realizada por la Concejalía de Educación, Cultura y Promoción Turística, del Ayuntamiento de Móstoles, presenta la exposición individual titulada "Constructoras - stand by" en el Museo de la Ciudad de Móstoles.
Exposición Colectiva “Una puerta violeta” en el Edificio Carmen Jiménez (La Zubia) organizada por la Universidad de Granada y el Ayuntamiento de La Zubia en el año 2019. En el año 2017 en Madrid, los artistas del barrio de Chueca y Malasaña organizaron unas jornadas de puertas abiertas, en el programa “Los Artistas del Barrio”. Exposición colectiva “Mírame” en el palacete del siglo XIX La Casa de las Sirenas donde se ubica el  Centro Casa de las Sirenas. Sevilla.
Participa en la exposición colectiva realizada en la Sala Eusebio Sempere del Museo de la Universidad de Alicante (España).  

## Premios
Mención Honorífica en los Premios ABC de Arte, presentados sus trabajos en el stand de la feria de arte contemporáneo de Madrid Arco y en los Encuentros de Arte Contemporáneo (EAC / Instituto Alicantino de Cultura Juan Gil-Albert en el año 2012.